# Songbird (album van Eva Cassidy)
Songbird is een compilatiealbum van de jong gestorven Amerikaanse zangeres Eva Cassidy (1963-1996), dat twee jaar na haar dood werd uitgebracht.

## Geschiedenis
Vijf nummers (Wade in The Water, Wayfaring Stranger, Songbird, Time is a Healer en I Know You by Heart) zijn afkomstig van het album Eva by Heart (1997). Vier nummers (Fields Of Gold, Autumn Leaves, People Get Ready en Oh Had I a Golden Thread) stonden op het album Live at Blues Alley (1997). Het laatste nummer is van het album The Other Side (1992).

## Nummers
| Nr. | Titel                       | Geschreven door                              | Lengte |
| --- | --------------------------- | -------------------------------------------- | ------ |
| 1.  | "Fields of Gold"            | Sting                                        | 4:42   |
| 2.  | "Wade in the Water"         | Traditional                                  | 4:02   |
| 3.  | "Autumn Leaves"             | Joseph Kosma, Johnny Mercer, Jacques Prévert | 4:41   |
| 4.  | "Wayfaring Stranger"        | Traditional                                  | 4:26   |
| 5.  | "Songbird"                  | Christine McVie                              | 3:43   |
| 6.  | "Time Is a Healer"          | Diane Scanlon, Greg Smith                    | 4:16   |
| 7.  | "I Know You By Heart"       | Eve Nelson, Diane Scanlon                    | 3:59   |
| 8.  | "People Get Ready"          | Curtis Mayfield                              | 3:16   |
| 9.  | "Oh, Had I a Golden Thread" | Pete Seeger                                  | 4:49   |
| 10. | "Over the Rainbow"          | Harold Arlen, Yip Harburg                    | 4:57   |

## Posities in de hitlijsten
| Land             | Hoogstbehaalde positie |
| ---------------- | ---------------------- |
| Groot-Brittannië | 1                      |
| Verenigde Staten | 1                      |
| Zwitserland      | 2                      |
| Nederland        | 52                     |
| Zweden           | 2                      |
| Noorwegen        | 7                      |
| Denemarken       | 9                      |
| Australië        | 42                     |
| Nieuw-Zeeland    | 25                     |

## Uitvoerenden
| Eva Cassidy    | gitaar, toetsen, zang |
| Chris Biondo   | bas, gitaar           |
| Dan Cassidy    | viool                 |
| Hilton Felton  | orgel                 |
| John Gillespie | orgel                 |
| Keith Grimes   | gitaar                |
| Raice McLeod   | drums                 |
| Larry Melton   | contrabas             |
| Mike Stein     | viool                 |
| Chris Walker   | trompet               |
| Lenny Williams | piano                 |
| Kent Wood      | orgel                 |

## Productie
| Producers        | Eva Cassidy, Chris Biondo |
| Techniek         | Kent Wood                 |
| Arrangement      | Eva Cassidy               |
| Drum programming | Chris Biondo              |